# Rudolf Růžička (komponist)
 For alternative betydninger, se Rudolf Růžička. (Se også artikler, som begynder med Rudolf Růžička)
Rudolf Ruzicka (født 25. april 1941 i Brno, Tjekkoslovakiet, død 16. maj 2022 sammesteds) var en tjekkisk komponist og pianist.
Ruzicka studerede komposition og klaver på Musikkonservatoriet i Brno og Janacek Akademiet hos Theodor Schaefer, Miroslav Istvan og Miloslav Kabeláč. Han har skrevet fem symfonier, orkesterværker, kammermusik, koncertmusik, elektroniskmusik, computermusik, suiter etc. Ruzicka var en af de første i Tjekkiet til at bruge computerteknik i og til sin brug af musik. Han har skrevet den første tjekkisk oversatte instruktionsbog til brug for computer programmer i musik.

## Udvalgte værker
- Symfoni nr. 1 "Kosmisk" (1971) - for orgel og orkester
- Symfoni nr. 2 "Koncertante" (1972) - for kammerstrygerorkester
- Symfoni nr. 3 "Koncert" (1972) - for violin og orkester
- Symfoni nr. 4 "Sejr" (1974) - for orkester
- Symfoni nr. 5 (1984) - for 2 orkestre og elektroniske lyde
- "Fugle" (1994) - elektronisk musik